# Kyle Walker
Kyle Andrew Walker (Sheffield, el 28 de maig de 1990) és un jugador de futbol anglès que juga com a lateral dret amb el Burnley FC, i la selecció anglesa. Ha estat considerat un dels millors laterals dret d'Europa i un dels millors laterals dret de la seva generació. Walker és conegut per la seva velocitat, el seu físic i la seva capacitat per llegir el joc.

## Primers anys
Walker va néixer a Sheffield, South Yorkshire i va créixer en l'àrea de Sharrow de la ciutat. Va anar a l'escola Porter Croft Infant & Junior School.

## Estadístiques
| Club                           | temporada | Lliga          | Lliga   | Lliga | FA Cup  | FA Cup | League Cup | League Cup | Altres  | Altres | Total   | Total |
| Club                           | temporada | Divisió        | Partits | Gols  | Partits | Gols   | Partits    | Gols       | Partits | Gols   | Partits | Gols  |
| ------------------------------ | --------- | -------------- | ------- | ----- | ------- | ------ | ---------- | ---------- | ------- | ------ | ------- | ----- |
| Sheffield United               | 2008–09   | Championship   | 15      | 25    | 6       | 1      | 2          | 0          | 3       | 5      | 7       | 0     |
| Northampton Town FC (cedit)    | 2008–09   | League One     | 9       | 0     | —       | —      | —          | —          | —       | —      | 9       | 0     |
| Tottenham Hotspur FC           | 2009–10   | Premier League | 2       | 0     | —       | —      | —          | —          | —       | —      | 2       | 0     |
| Tottenham Hotspur FC           | 2010–11   | Premier League | 1       | 0     | —       | —      | —          | —          | 0       | 0      | 1       | 0     |
| Tottenham Hotspur FC           | 2011–12   | Premier League | 37      | 2     | 5       | 0      | 0          | 0          | 5       | 0      | 47      | 2     |
| Tottenham Hotspur FC           | 2012–13   | Premier League |         | 0     | 1       | 0      | 2          | 0          | 11      | 0      | 50      | 0     |
| Tottenham Hotspur FC           | 2013–14   | Premier League | 26      | 1     | 1       | 0      | 3          | 0          | 4       | 0      | 34      | 1     |
| Tottenham Hotspur FC           | 2014–15   | Premier League | 15      | 0     | 0       | 0      | 3          | 0          | 3       | 0      | 21      | 0     |
| Tottenham Hotspur FC           | 2015–16   | Premier League | 33      | 1     | 2       | 0      | 0          | 0          | 0       | 0      | 35      | 1     |
| Tottenham Hotspur FC           | Total     | Total          | 150     | 4     | 9       | 0      | 8          | 0          | 23      | 0      | 189     | 4     |
| Sheffield United (cedit)       | 2009–10   | Championship   | 26      | 0     | 2       | 0      | —          | —          | —       | —      | 28      | 0     |
| Queens Park Rangers FC (cedit) | 2010–11   | Championship   | 20      | 0     | —       | —      | —          | —          | —       | —      | 20      | 0     |
| Aston Villa FC (cedit)         | 2010–11   | Premier League | 15      | 1     | 3       | 1      | —          | —          | —       | —      | 18      | 2     |
| Total                          | Total     | Total          | 212     | 5     | 16      | 1      | 8          | 0          | 26      | 0      | 263     | 6     |

1. 1 2 3 4 5  Appearances in Lliga Europa de la UEFA

## Palmarès
Manchester City FC
- 1 Campionat del Món de Clubs: 2023
- 1 Lliga de Campions de la UEFA: 2022-23
- 1 Supercopa d'Europa: 2023
- 6 Lligues angleses: 2017-18, 2018-19, 2020-21, 2021-22, 2022-23, 2023-24
- 2 Copes angleses: 2018-19, 2022-23
- 4 Copes de la Lliga: 2017-18, 2018-19, 2019-20, 2020-21
- 2 Community Shield: 2018, 2019